# Takashi Kamoshida
Takashi Kamoshida (鴨志田 誉 Kamoshida Takashi?, Kanagawa, 5 de agosto de 1985) es un exfutbolista japonés que jugaba como centrocampista.

## Trayectoria

### Clubes
| Club                   | País  | Año       |
| ---------------------- | ----- | --------- |
| Tochigi S. C.          | Japón | 2008-2011 |
| Fukushima United F. C. | Japón | 2012-2018 |